# Route maritime du Nord

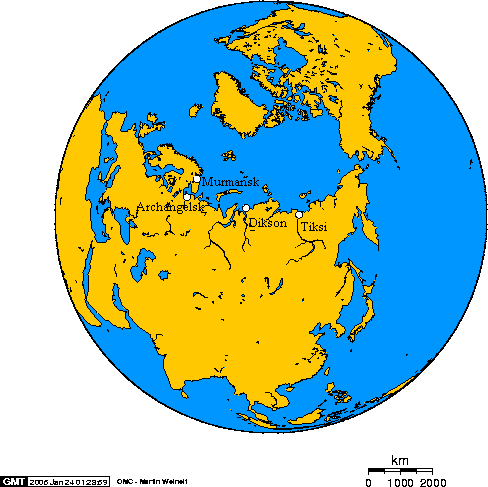
Vue polaire de la route maritime du Nord avec les principaux ports.

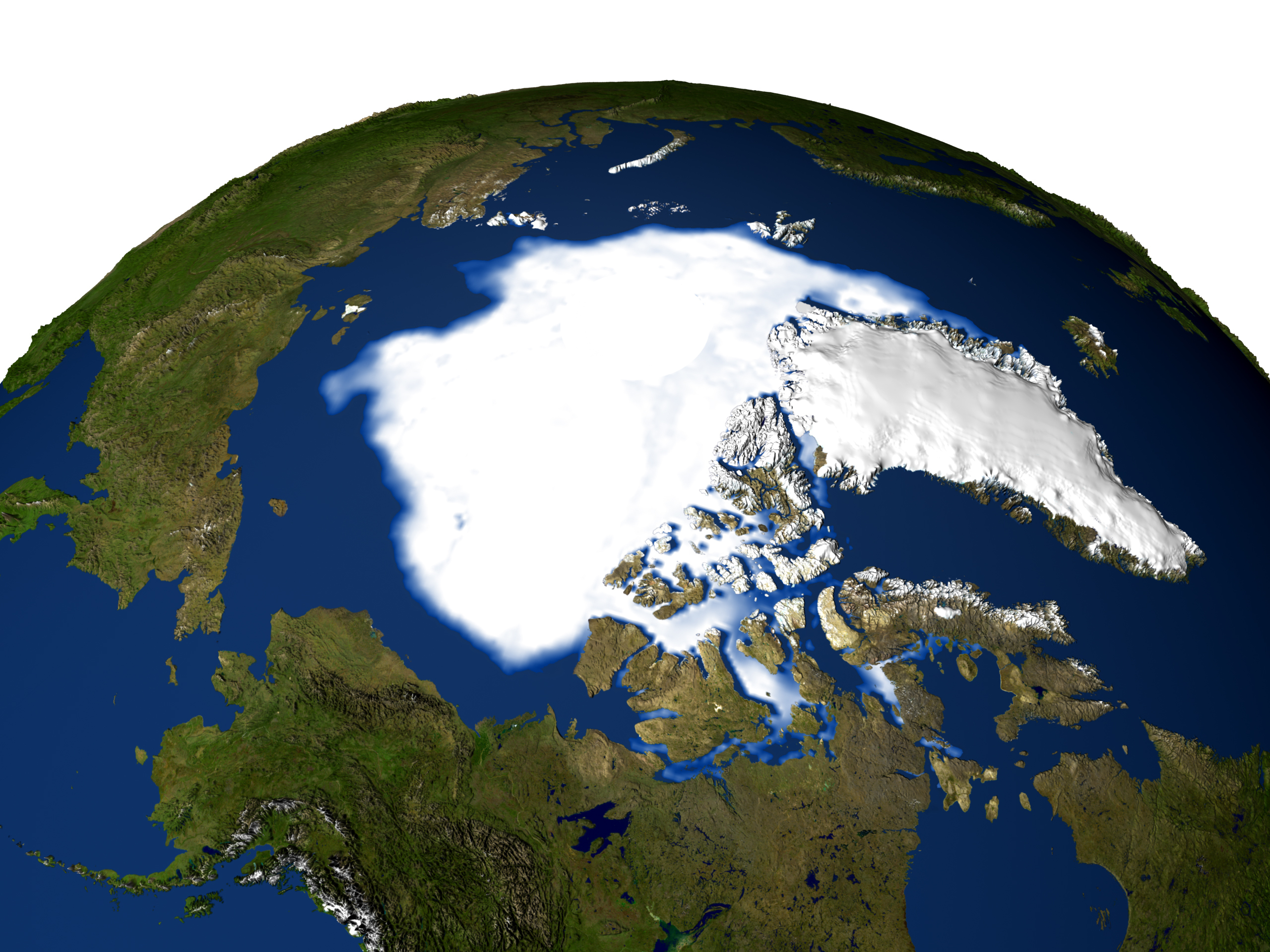
Extension minimale de la banquise, septembre 2005.

Comparaison d'un trajet « Europe du Nord - Japon » empruntant le passage du Nord-Est et l'océan Arctique (en bleu), avec celui empruntant l'océan Indien et le canal de Suez (en rouge).

La route maritime du Nord ou RMN (en russe, ru:Северный морской путь, Severniy morskoy put’, abrégé en Севморпуть (СМП) Sevmorput’), parfois appelée passage du Nord-Est (en contraste avec le passage du Nord-Ouest), est une voie maritime qui permet de relier l'océan Atlantique à l'océan Pacifique en longeant la côte nord de la Scandinavie et celle de la Russie. Elle passe au cap Nord, emprunte le détroit de Kara, le détroit de Vilkitski (au nord du cap Tcheliouskine), le détroit de Sannikov (Îles de Nouvelle-Sibérie) et aboutit au cap Dejnev à l'entrée du détroit de Béring, la plupart de son trajet s'effectuant dans les mers arctiques. C'est le plus court chemin de l'Europe à l'Asie. On le sait depuis 1648, année durant laquelle un navigateur cosaque, Simon Dejnev, identifie la voie et franchit, le premier, le détroit de Béring.
Cette voie maritime n'est navigable qu'en été. Mais des chenaux de navigation sont ouverts par de puissants brise-glace nucléaires russes pour étendre au maximum la période de navigation sur cette voie stratégique.

## Les premiers passages
Au XVIe siècle, la compagnie de Moscovie expédie diverses expéditions pour tenter le passage : Richard Chancellor, Hugh Willoughby, Arthur Pet et Charles Jackman. En 1594, Cornelis Nay tente aussi en vain le passage.
En 1762, Nikita Chalaourov tente de franchir le passage mais est bloqué par les glaces. 
En juillet 1879, le baron finlandais Adolf Erik Nordenskiöld est le premier navigateur à passer de l'Atlantique au Pacifique en longeant les côtes de la Sibérie, après la vaine tentative des frères anglais William et Stephen Burrough, vers 1556-57, parmi tant d'autres… Partie de Göteborg le 4 juillet 1878, la Vega, un baleinièr de 45 mètres, a été stoppé par les glaces début septembre, peu après le cap Chelagski, à quelques jours de navigation du détroit de Béring. Cette expédition de scientifiques a dû hiverner dix mois avant de franchir le passage du Nord-Est.
Il faut attendre environ quarante ans pour qu'il soit franchi à nouveau par Roald Amundsen (1918-1920), par ailleurs, pionnier du passage du Nord-Ouest (1903-1906), et premier homme à atteindre le pôle Sud en décembre 1911. Il appareille à Oslo le 24 juin 1918 à bord du Maud, la réplique du Fram, avec lequel son compatriote Fridtjof Nansen s'était laissé dériver sur la banquise de juin 1893 à août 1896 pour tenter d'atteindre le pôle Nord. Le Maud est bloqué par les glaces en septembre. L'hivernage se prolongera vingt-deux mois au cours desquels Amundsen se cassera un bras en glissant, aura le dos lacéré par un ours et sera gravement intoxiqué par les émanations d'une lampe à pétrole. Il atteindra Nome le 27 juillet 1920.

## Avènement de l'URSS
L'apparition de la radio, des bateaux à vapeur puis des brise-glaces rendirent le passage du Nord-Est exploitable. Après la révolution russe de 1917, l'Union soviétique se trouva isolée des puissances occidentales, ce qui rendit stratégique l'utilisation du passage. Outre le fait d'être le chemin le plus court entre l'ouest et l'extrême-orient soviétiques, c'était le seul qui soit intégralement dans les eaux soviétiques et n'empiète pas dans les eaux de pays voisins hostiles.
En 1932, une expédition soviétique menée par le professeur Otto Schmidt fut la première à naviguer d'Arkhangelsk au détroit de Béring en un seul été, sans hivernage en cours de route. Après deux autres expéditions en 1933 et 1934, la route maritime du Nord fut officiellement ouverte et une exploitation commerciale débuta en 1935. L'année suivante, une partie de la flotte de la Baltique franchit le passage vers le Pacifique où un conflit armé avec le Japon s'annonçait.
Un organisme spécifique, la Direction générale de la route maritime du Nord (Glavsevmorpout), fut créé en 1932 et Otto Schmidt en fut le premier directeur. Il supervisa la navigation et construisit les ports arctiques.
Après la dislocation de l'URSS, la navigation commerciale dans l'Arctique déclina dans les années 1990. Il ne subsista plus ou moins que quelques liaisons maritimes entre Mourmansk et Doudinka pour l'Ouest et entre Vladivostok et Pevek pour l'Est. Les ports entre Doudinka et Pevek ne virent plus de trafic du tout.
Ainsi en 1987, le trafic était de 6,6 millions de tonnes dont 5,6 à l'est de l'estuaire de l'Ienisseï. En 1999, ce trafic est tombé à 1,3 million de tonnes dont aucune à l'est de l'Ienisseï.

## Après 1991
En 2011, le pétrolier Vladimir Tikhonov devenait le plus grand bateau dans l'histoire de la navigation à relier les océans Atlantique et Pacifique par le Nord. Vingt-six grands navires l'avaient suivi cette même année. Le Baltika, un autre pétrolier qui a fait le trajet en trois semaines (au lieu de quarante jours par le canal de Suez), a permis à la compagnie qui l'a affrété d'économiser un million de dollars de fioul et 250 000 dollars de taxes (celles dues au gouvernement égyptien pour le passage du canal), et accessoirement, d'éviter les pirates somaliens. Les Russes rêvent d'attirer des touristes dans de futurs parcs naturels en Yakoutie ou dans la péninsule Tchouktche.
La plupart des marchandises, dont beaucoup de grumes, qui descendaient à l'époque soviétique les grands fleuves sibériens vers les ports arctiques, sont désormais, pour des raisons de coût, acheminés par le sud jusqu'au Transsibérien.
Les principaux brise-glace sont situés à Mourmansk, dont les six brise-glace nucléaires. Leur mission actuelle est principalement d'ouvrir la route des gisements de Norilsk sur l'Ienisseï. Le vieillissement de la flotte issue de l’époque soviétique a conduit les autorités russes à lancer la construction d’une nouvelle série de brise-glaces à propulsion nucléaire (projet 22220) pour une livraison de trois navires à partir de 2021.
En septembre 2023, un pétrolier conventionnel avait emprunté la route maritime du Nord pour la première fois et le mois d'octobre suivant, la Russie a annoncé l’arrivée à Kaliningrad d’un porte-conteneurs venu de Shanghai en Chine. 
Les sociétés de transport envisagent de faire en sorte que cette route, appelée également passage du nord-est, puisse être utilisée de manière permanente : « Ce sera moins cher et plus rapide que via le canal de Suez », a affirmé Anton Alikhanov. Moscou espère que cette voie de l’Arctique, rendue plus praticable grâce au réchauffement climatique et la fonte des glaces, soit en mesure à l’avenir de concurrencer le canal de Suez pour le commerce des hydrocarbures notamment.

## Réchauffement climatique
Le passage du Nord-Est suscite de nouveau l'intérêt pour la navigation commerciale entre l'Europe et l'Asie. Plus encore que le passage du Nord-Ouest canadien, le réchauffement climatique a touché les glaces de l'Arctique russe et le passage est désormais navigable une partie de l'année. Actuellement[Quand ?] la Russie oblige tout navire à disposer d'une autorisation et à être accompagné d'un brise-glace russe dont les frais sont à la charge des armateurs. Mais il devrait être bientôt autorisé d'y naviguer avec juste une étrave renforcée. À titre d'exemple, le trajet maritime Rotterdam-Tokyo est long de 14 100 km par le passage du Nord-Est, de 15 900 km par le passage du Nord-Ouest, de 21 100 km par le canal de Suez (route actuelle, soit 7 000 km de plus) et 23 300 km par le canal de Panama.
En janvier 2018, le méthanier Eduard Toll est le premier méthanier à avoir traversé l'Arctique en hiver sans être accompagné d'un brise-glace,, et pour cause, c'est lui-même un brise-glace . En septembre 2018, deux autres navires de différentes catégories ont fait le trajet : le « heavy lift brise-glace » Cosco M/V Tian En, de Lianyungang à Rouen ; puis le porte-conteneurs Maersk Venta qui a fait le trajet Vladivostok-Brême-Saint-Pétersbourg en 35 jours, au lieu d'environ 40 par le sud. Ces navires doivent encore être spécifiquement conçus ou adaptés pour cette route.
Ainsi, pour les navires reliant l'Asie de l'Est (Chine, Japon, Corée du Sud, Taïwan…) et l'Europe, la route maritime du Nord présente les avantages suivants (et des conséquences prospectives) :
- une réduction des délais d'acheminement ;
- une réduction des coûts en carburant du fait d'une distance moindre ;
- une réduction des coûts en main-d'œuvre du fait d'un temps de parcours réduit ;
- une réduction des coûts en assurances relatif à la piraterie maritime (Somalie, golfe d'Aden, mer Rouge, détroit de Malacca) ;
- l'absence de taxes dues au gouvernement égyptien pour le passage du canal de Suez ;
- l'absence de contraintes de largeur et de tirant d'eau qui s'imposent lors de la traversée du canal de Suez (respect des limites Suezmax) et qui réduit encore davantage les délais d'acheminement des navires Capesize.

## Distance Pacifique-Atlantique
La route maritime du Nord est un itinéraire plus court permettant de relier l’Asie du Nord-Est à l’Europe occidentale par rapport aux itinéraires existants passant par le canal de Suez, le canal de Panama ou autour du cap de Bonne-Espérance. Le tableau ci-dessous indique les distances de navigation entre les principaux ports maritimes d’Asie de l’Est et Rotterdam en Europe (ces distances ne supposent aucune déviation de route en raison des conditions de glace).
| Vers Rotterdam :            |                               |                      |                               |                                                                   |
| De                          | via le cap de Bonne-Espérance | via le canal de Suez | via la route maritime du Nord | Avantage de la route du Nord par rapport à celle du canal de Suez |
| Yokohama, Japon             | 14 448                        | 11 133               | 7 010                         | - 37 %                                                            |
| Pusan, Corée du Sud         | 14 084                        | 10 744               | 7 667                         | - 28,6 %                                                          |
| Shanghai, Chine             | 13 796                        | 10 557               | 8 046                         | - 24 %                                                            |
| Hong Kong, Chine            | 13 014                        | 9 701                | 8 594                         | - 11,4 %                                                          |
| Hô Chi Minh-Ville, Viêt Nam | 12 258                        | 8 887                | 9 428                         | + 5,7 %                                                           |

### Valeur commerciale
Une route maritime nordique utilisable entre l’Europe du Nord et les ports du Pacifique nord réduirait le temps passé en mer (et la consommation de carburant qui en résulte) de plus de la moitié. Pour les entreprises du secteur en vrac ou de matières premières de faible valeur relative, des économies de coûts en carburant peuvent justifier d’explorer la route maritime du Nord pour des transits commerciaux, sans nécessairement réduire les délais. La route maritime du Nord permet des économies d’échelle par rapport aux alternatives de la route côtière, avec un tirant d'eau et une largeur limités. Les exigences environnementales auxquelles est confronté le secteur de la navigation maritime peuvent devenir un élément moteur du développement de la route maritime du Nord. La sensibilisation accrue aux avantages et aux coûts environnementaux des routes du Nord et du canal de Suez sera probablement un facteur important à cet égard,.
En 2011, quatre navires ont parcouru la route maritime du Nord et du passage du Nord-Est, depuis l'océan Atlantique jusqu’à l'océan Pacifique. En 2012, 46 navires ont navigué dans le passage du Nord-Est.
En août 2012, les médias russes ont rapporté que 85% des navires empruntant la route maritime du Nord transportaient du gaz ou du pétrole en 2011 et 80% étaient des pétroliers de grande capacité.
En 2016, 3 % des 6,19 millions de tonnes transportées sur ce tracé ont utilisé la RMN, essentiellement au profit du secteur des mines et des énergies fossiles à destination de l’Europe et de l’Asie. La RMN reste inadaptée au transport de conteneurs en raison de conditions de navigation imprévisibles et ne permettant pas de s’engager sur les délais de livraison, un critère essentiels du marché des conteneurs.
En septembre 2018, le premier porte-conteneur, conçu pour affronter jusqu'à un mètre d'épaisseur de glace, parvient à traverser le passage du Nord-Est.
Lors du Forum sur l'Arctique de juin 2019 à Saint-Pétersbourg, le président Poutine annonce que le volume annuel transporté par le passage du Nord-Est a atteint 20 Mt (millions de tonnes) en 2018, trois fois plus que le record soviétique en 1987, et il fixe un objectif de 80 Mt en 2025, dont 47 Mt de gaz naturel, 23 Mt de charbon, 5 Mt de pétrole et 5 Mt de produits  industriels lourds. La marine russe devra s'équiper d'ici 2035 de 13 brise-glace, dont 9 nucléaires. En 2018, 227 navires ont emprunté le passage du Nord-Est. Le gouvernement russe investit 735 milliards de roubles sur six ans pour que Rosatom développe le passage du Nord-Est.

## Sécurité maritime et règlementation
Un « Recueil international de règles applicables aux navires exploités dans les eaux polaires » est entré en vigueur en janvier 2017, imposant aux navires circulant sur la RMN et dans tout l'Arctique certaines caractéristiques techniques relatives à leur structure, aux équipements liés à la sécurité de l’équipage et à la navigation et un niveau de formation minimum des officiers de pont. Ce document comprend aussi des règles visant à limiter les impacts du trafic maritime sur les écosystème arctiques vierges et fragiles. 
Ce recueil a été intégré à la Convention internationale sur la Sauvegarde de la vie humaine en mer (SOLAS) et à la Convention internationale pour la prévention de la pollution marine par les navires (MARPOL).
De leur côté, les compagnies d’assurance imposent aussi certains type de conception de navire, l’assistance d’un brise-glace et un équipage formé et expérimenté.

## Ports libres de glace
Seuls sept ports le long de la route maritime sont libres de glaces tout au long de l'année. Ce sont, d'ouest en est, Mourmansk dans la péninsule de Kola, Doudinka au débouché de la Ienisseï, Petropavlovsk dans le Kamtchatka et Magadan, Vanino, Nakhodka et Vladivostok sur la côte pacifique russe. Les autres ports ne sont généralement utilisables que de juillet à octobre[Quand ?].
Actuellement[Quand ?], le passage est encore pris dans les glaces sur ses trois-quarts orientaux au mois de juin et libre en septembre (mois avec l'extension minimale de la banquise) avec quelques difficultés néanmoins entre la Terre du Nord et le continent et à l'est de la mer de Sibérie orientale et sur la mer des Tchouktches. Mais certaines années froides, en septembre, la banquise dans son extension maximale peut encore occuper la zone située du Nord de la mer de Kara à l'entrée du détroit de Béring[Quand ?].